# Isabelbeer
De Isabelbeer (Ursus arctos isabellinus), ook wel: Himalayabeer, is een ondersoort van de bruine beer. De beer leeft in delen van de Himalaya en het noorden van Pakistan. De beer wordt vaak verward met een Yeti.

## Beschrijving
Isabelberen vertonen seksuele dimorfie. Mannetjes variëren van 1,5 m tot 2,2 m lang, terwijl vrouwtjes 1,37 m tot 1,83 m lang zijn. Het zijn de grootste dieren in de Himalaya en zijn meestal zanderig of roodbruin van kleur.

## Verspreiding
De beren komen voor in Nepal, Tibet, West-China, Noord-India, Noord-Pakistan, Oezbekistan, Tadzjikistan, heel Kirgizië en Zuidoost-Kazachstan. Er wordt al gespeculeerd dat ze zijn uitgestorven in Bhutan.

## Gedrag
De beren gaan rond oktober in winterslaap en komen in april en mei tevoorschijn. Winterslaap komt meestal voor in een hol of grot gemaakt door de beer.
Het zijn alleseters en eten grassen, wortels en andere planten, maar ook insecten en kleine zoogdieren; ze houden ook van fruit en bessen. Ze jagen ook op grote zoogdieren, waaronder schapen en geiten. Volwassenen eten voor zonsopgang en later op de middag.

## Status en behoud
Internationale handel is verboden door de Wildlife Protection Act in India. Snow Leopard Foundation (SLF) in Pakistan doet onderzoek naar de huidige status van bruine beren in de Himalaya in de Pamir Range in Gilgit-Baltistan, een veelbelovende habitat voor de beren en een natuurcorridor die berenpopulaties in Pakistan verbindt met Centraal-Azië. Het project is ook bedoeld om de conflicten die mensen met de beren hebben te onderzoeken, en tegelijkertijd de tolerantie voor beren in de regio te bevorderen door middel van milieueducatie. SLF ontving financiering van het Prins Bernhard Natuurfonds en Alertis.
In tegenstelling tot andere ondersoorten van bruine beren, die in grote aantallen voorkomen, wordt de bruine beer van de Himalaya ernstig bedreigd. Ze worden gestroopt vanwege hun vacht en klauwen voor decoratieve doeleinden en inwendige organen voor gebruik in medicijnen. Ze worden gedood door herders om hun vee te beschermen en hun huis wordt vernietigd door menselijke aantasting. Hun geschatte bevolking is slechts 20 in Kugti en 15 in Tundah. De boom met de staatsbloem van Himachal, buransh, is de favoriete ontmoetingsplaats van de beer. Vanwege de hoge waarde van de buransh-boom wordt hij commercieel gekapt, waardoor het huis van de bruine beer verder wordt vernietigd.
De bruine beer in de Himalaya is een ernstig bedreigde diersoort in een deel van zijn verspreidingsgebied met een populatie van slechts 150-200 in Pakistan. De populaties in Pakistan reproduceren langzaam, zijn klein en nemen af door verlies van leefgebied, fragmentatie, stroperij en berengevechten. In India zijn bruine beren aanwezig in 23 beschermde gebieden in de noordelijke staten Jammu en Kasjmir, Himachal Pradesh en Uttarakhand, maar slechts in twee hiervan worden de beren als vrij algemeen beschouwd. Er zijn waarschijnlijk minder dan 1.000 beren en mogelijk de helft van dat in India.
Europese bruine beer (U. a. arctos) · Kamtsjatkabeer (U. a. beringianus) · Oost-Siberische bruine beer (U. a. collaris) · U. a. dalli · Gobibeer (U. a. gobiensis) · U. a. gyas · Grizzlybeer (U. a. horribilis) · Isabelbeer (U. a. isabellinus) · Oessoeribeer (U. a. lasiotus) · Marsicaanse bruine beer (U. a. marsicanus) · Kodiakbeer (U. a. middendorffi) · Tibetaanse blauwe beer (U. a. pruinosus) · U. a. pyrenaicus · U. a. sitkensis · U. a. stikeenensis · Syrische bruine beer (U. a. syriacus)